# Phyllanthus fimbriatus
Phyllanthus fimbriatus är en emblikaväxtart som först beskrevs av Robert Wight, och fick sitt nu gällande namn av Johannes Müller Argoviensis. Phyllanthus fimbriatus ingår i släktet Phyllanthus och familjen emblikaväxter. Inga underarter finns listade i Catalogue of Life.